# Lijst van zoogdieren in Algerije
Hieronder vindt u een lijst van zoogdieren in Algerije. In totaal zijn er 117 zoogdiersoorten opgenomen in deze lijst. Alle gegevens zijn afkomstig van de IUCN rode lijst. Diersoorten die voorkomen in de territoriale wateren van Algerije zijn ook in deze lijst opgenomen.

## ordeHyracoidea(Klipdasachtigen)

### familieProcaviidae(Klipdassen)
- Kaapse klipdas (Procavia capensis)

## ordeMacroscelidae(Springspitsmuizen)

### familieMacroscelididae(Springspitsmuizen)
- Noord-Afrikaanse olifantspitsmuis (Elephantulus rozeti)

## ordeEulipotyphla(Insecteneters)

### familieErinaceidae(Egels)
- Trekegel (Atelerix algirus)
- Abessijnse egel (Paraechinus aethiopicus)

### familieSoricidae(Spitsmuizen)
- Crocidura pachyura
- Crocidura pasha
- Huisspitsmuis (Crocidura russula)
- Tuinspitsmuis (Crocidura suaveolens)
- Crocidura whitakeri
- Wimperspitsmuis (Suncus etruscus)

## orde Chiroptera (Vleermuizen)

### familieRhinopomatidae(Klapneusvleermuizen)
- Rhinopoma cystops
- Kleine klapneusvleermuis (Rhinopoma hardwickii)
- Egyptische klapneusvleermuis (Rhinopoma microphyllum)

### familieRhinolophidae(Hoefijzerneuzen)
- Blasuis' hoefijzerneus (Rhinolophus blasii):
- Rhinolophus clivosus
- Paarse hoefijzerneus (Rhinolophus euryale)
- Grote hoefijzerneus (Rhinolophus ferrumequinum)
- Kleine hoefijzerneus (Rhinolophus hipposideros)
- Mehely's hoefijzerneus (Rhinolophus mehelyi)

### familieHipposideridae(Bladneusvleermuizen van de Oude Wereld)
- Drietandbladneusvleermuis (Asellia tridens)

### familieEmballonuridae(Schedestaartvleermuizen)
- Kaalbuikgrafvleermuis (Taphozous nudiventris)

### familieMolossidae(Bulvleermuizen)
- Tadarida aegyptiaca
- Europese bulvleermuis (Tadarida teniotis)

### familieMiniopteridae
- Miniopterus maghrebensis
- Langvleugelvleermuis (Miniopterus schreibersii)

### familieVespertilionidae(Gladneuzen)
- Eptesicus isabellinus
- Savi's dwergvleermuis (Hypsugo savii)
- kleine vale vleermuis (Myotis blythii)
- Capaccini's vleermuis (Myotis capaccinii)
- Ingekorven vleermuis (Myotis emarginatus)
- Myotis punicus
- Grote rosse vleermuis (Nyctalus lasiopterus)
- Bosvleermuis (Nyctalus leisleri)
- Hemprichs langoorvleermuis (Otonycteris hemprichii)
- Kuhls dwergvleermuis (Pipistrellus kuhlii)
- Gewone dwergvleermuis (Pipistrellus pipistrellus)
- Pipistrellus rueppellii
- Plecotus kolombatovici

## ordeCarnivora(Roofdieren)

### familieFelidae(Katachtigen)
- Jachtluipaard (Acinonyx jubatus)
- Caracal (Caracal caracal)
- Woestijnkat (Felis margarita)
- Wilde kat (Felis silvestris)
- Serval (Leptailurus serval)
- Leeuw (Panthera leo)
- Luipaard (Panthera pardus)

### familieviverridae(Civetkatachtigen)
- Genetkat (Genetta genetta)

### familieHerpestidae(Mangoesten)
- Egyptische ichneumon (Herpestes ichneumon)

### familieHyaenidae(Hyena's)
- Gevlekte hyena (Crocuta crocuta)
- Gestreepte hyena (Hyaena hyaena)

### familieCanidae(Hondachtigen)
- Canis lupaster
- Afrikaanse wilde hond (Lycaon pictus)
- Fennek (Vulpes zerda)
- Zandvos (Vulpes rueppellii)
- Vos (Vulpes vulpes)

### familieUrsidae(Beren)
- Bruine beer (Ursus arctos)

### familieMustelidae(Marterachtigen)
- Ictonyx libycus
- Otter (Lutra lutra)
- Honingdas (Mellivora capensis)
- Wezel (Mustela nivalis)
- Bunzing (Mustela putorius)

### familiePhocidae(Zeehonden)
- Mediterrane monniksrob (Monachus monachus)

## ordeArtiodactyla(Evenhoevigen)

### familieHippopotamidae(Nijlpaarden)
- Nijlpaard (Hippopotamus amphibius)

### familieSuidae(Varkens)
- Wild zwijn (Sus scrofa)

### familieBovidae(Holhoornigen)
- Addax (Addax nasomaculatus)
- Hartenbeest (Alcelaphus buselaphus)
- Manenschaap (Ammotragus lervia)
- Edmigazelle (Gazella cuvieri)
- Dorcasgazelle (Gazella dorcas)
- Duingazelle (Gazella leptoceros)
- Damagazelle (Nanger dama)
- Algazel (Oryx dammah)

### familieCervidae(Hertachtigen)
- Edelhert (Cervus elaphus)

## ordeCetacea(Walvisachtigen)

### familieBalaenopteridae(Vinvissen)
- Gewone vinvis (Balaenoptera physalus)

### familiePhyseteridae(Potvissen)
- Potvis (Physeter macrocephalus)

### familieZiphiidae(Spitssnuitdolfijnen)
- Dolfijn van Cuvier (Ziphius cavirostris)

### familieDelphinidae(Dolfijnen)
- Gewone dolfijn (Delphinus delphis)
- Dwerggriend (Feresa attenuata)
- Griend (Globicephala melas)
- Gramper (Grampus griseus)
- Orka (Orcinus orca)
- Gestreepte dolfijn (Stenella coeruleoalba)
- Snaveldolfijn (Steno bredanensis)
- Tuimelaar (Tursiops truncatus)

## ordeLagomorpha(Haasachtigen)

### familieLeporidae(Hazen en konijnen)
- Kaapse haas (Lepus capensis)
- Lepus victoriae
- Europees konijn (Oryctolagus cuniculus)

## ordeRodentia(Knaagdieren)

### familieCtenodactylidae(Goendi's)
- Noord-Afrikaanse goendi (Ctenodactylus gundi)
- Woestijngoendi (Ctenodactylus vali)
- Massoutiera mzabi

### familieHystricidae(Stekelvarkens van de Oude Wereld)
- Gewoon stekelvarken (Hystrix cristata)

### familieCuniculidae(Paca's)
- Paca (Cuniculus paca)

### familieSciuridae(Eekhoorns)
- Barbarijnse grondeekhoorn (Atlantoxerus getulus)

### familieGliridae(Slaapmuizen)
- Eliomys munbyanus

### familieDipodidae(Jerboa's)
- Kleine woestijnspringmuis (Jaculus jaculus)
- Reuzenwoestijnspringmuis (Jaculus orientalis)

### familieMuridae(Muisachtigen)
- Bosmuis (Apodemus sylvaticus)
- Acomys airensis
- Acomys seurati
- Dwergrenmuis (Gerbillus amoenus)
- Gerbillus campestris
- Kleine Egyptische renmuis (Gerbillus gerbillus)
- Gerbillus henleyi
- Gerbillus latastei
- Gerbillus nanus
- Gerbillus simoni
- Gerbillus tarabuli
- Zebragrasmuis (Lemniscomys barbarus)
- Meriones crassus
- Meriones libycus
- Shawwoestijnmuis (Meriones shawi)
- Huismuis (Mus musculus)
- Algerijnse muis (Mus spretus)
- Dikstaartmuis (Pachyuromys duprasi)
- Psammomys obesus
- Psammomys vexillaris
- Zwarte rat (Rattus rattus)

## ordePrimates(Primaten)

### familieCercopithecidae(Apen van de Oude Wereld)
- Berberaap (Macaca sylvanus)

Landen: Afghanistan · Albanië · Algerije · Andorra · Angola · Antigua en Barbuda · Argentinië · Armenië · Australië · Azerbeidzjan · Bahama's · Bahrein · Bangladesh · Barbados · België · Belize · Benin · Bhutan · Bolivia · Bosnië en Herzegovina · Botswana · Brazilië · Brunei · Bulgarije · Burkina Faso · Burundi · Cambodja · Canada · Centraal-Afrikaanse Republiek · Chili · China · Colombia · Comoren · Congo-Brazzaville · Congo-Kinshasa · Costa Rica · Cuba · Cyprus · Denemarken · Djibouti · Dominica · Dominicaanse Republiek · Duitsland · Ecuador · Egypte · El Salvador · Equatoriaal-Guinea · Eritrea · Estland · Ethiopië · Fiji · Filipijnen · Finland · Frankrijk · Gabon · Gambia · Georgië · Ghana · Grenada · Griekenland · Guatemala · Guinee · Guinee-Bissau · Guyana · Haïti · Honduras · Hongarije · Ierland · IJsland · India · Indonesië · Irak · Iran · Israël · Italië · Ivoorkust · Jamaica · Japan · Jemen · Jordanië · Kaapverdië · Kameroen · Kazachstan · Kenia · Kirgizië · Kiribati · Koeweit · Kosovo · Kroatië · Laos · Lesotho · Letland · Libanon · Liberia · Libië · Liechtenstein · Litouwen · Luxemburg · Madagaskar · Malawi · Maldiven · Maleisië · Mali · Malta · Marokko · Marshalleilanden · Mauritanië · Mauritius · Mexico · Micronesië · Moldavië · Monaco · Mongolië · Montenegro · Mozambique · Myanmar · Namibië · Nauru · Nederland · Nepal · Nicaragua · Nieuw-Zeeland · Niger · Nigeria · Noord-Korea · Noord-Macedonië · Noorwegen · Oeganda · Oekraïne · Oezbekistan · Oman · Oostenrijk · Oost-Timor · Pakistan · Palau · Panama · Papoea-Nieuw-Guinea · Paraguay · Peru · Polen · Portugal · Qatar · Roemenië · Rusland · Rwanda · Saint Kitts en Nevis · Saint Lucia · Saint Vincent en de Grenadines · Salomonseilanden · Samoa · San Marino · Sao Tomé en Principe · Saoedi-Arabië · Senegal · Servië · Seychellen · Sierra Leone · Singapore · Slovenië · Slowakije · Soedan · Somalië · Spanje · Sri Lanka · Suriname · Swaziland · Syrië · Tadzjikistan · Tanzania · Thailand · Togo · Tonga · Trinidad en Tobago · Tsjaad · Tsjechië · Tunesië · Turkije · Turkmenistan · Tuvalu · Uruguay · Vanuatu · Venezuela · Verenigd Koninkrijk · Verenigde Arabische Emiraten · Verenigde Staten · Vietnam · Wit-Rusland · Zambia · Zimbabwe · Zuid-Afrika · Zuid-Korea · Zweden · Zwitserland

Overig: Lijst van zoogdieren · Lijst van zoogdieren in Europa · Lijst van zoogdieren op Newfoundland · Lijst van zoogdieren met Nederlandse namen